# Bannalec

Bannalec este o comună în departamentul Finistère, Franța. În 1 ianuarie 2022 avea o populație de 5.707 de locuitori.